# Paliwo jądrowe

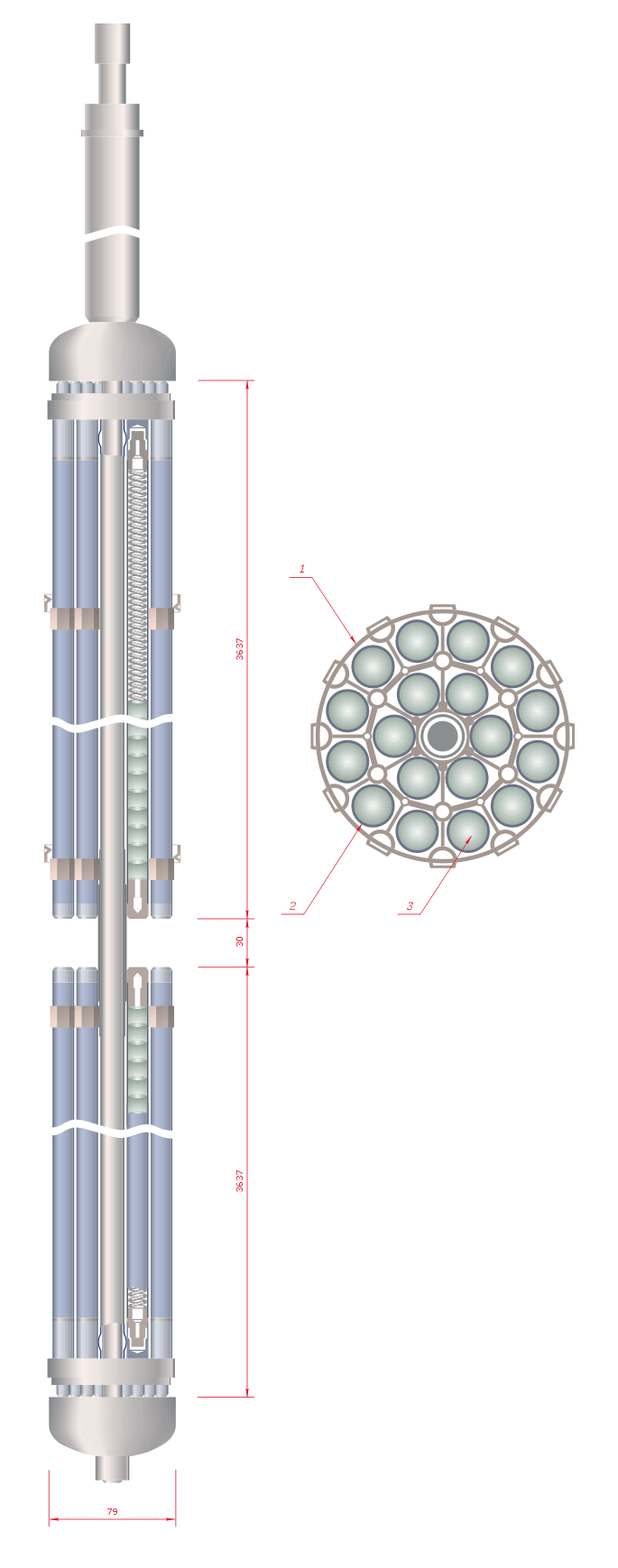
pręt paliwowy reaktora typu RBMK

Paliwo jądrowe – substancja zawierająca materiał rozszczepialny wykorzystywana do uzyskiwania energii w reaktorach jądrowych.
Zawiera najczęściej wzbogacony uran (tj. uran charakteryzujący się większą od naturalnej względną zawartością izotopu 235U, mieszczącą się w granicach od kilku do 90%), w różnych formach fizykochemicznych: jako ciało stałe (tlenek, węglik, stop metaliczny, metal; w postaci prętów, pastylek itp.), w postaci ciekłej (jako roztwór siarczanu uranylu lub azotanu uranylu) lub jako gaz (sześciofluorek uranu). Drugim materiałem wykorzystywanym jako paliwo jądrowe jest izotop plutonu 239Pu. Rodzaj paliwa dopasowany jest do danego typu reaktora. Paliwo powinno składać się z materiałów, które w czasie pracy reaktora nie reagują między sobą ani z chłodziwem.
W czasie eksploatacji paliwa jądrowego w reaktorze wzrasta w nim ilość produktów rozszczepienia i aktywacji, aż do poziomu uniemożliwiającego przebieg reakcji rozszczepienia z odpowiednią wydajnością, wymuszające wymianę paliwa jądrowego. Paliwo jądrowe wydobyte z reaktora nazywa się wypalonym (jest to najbardziej radioaktywna postać paliwa jądrowego), paliwo takie przechowuje się w elektrowni jądrowej, po kilku latach, poddaje się je procesowi oczyszczenia w celu ponownego wykorzystania.
Wysoko wzbogacone paliwo jądrowe, wykorzystywane do produkcji broni jądrowej, nazywane jest jądrowym materiałem wybuchowym.

## Rodzaje i formy paliwa jądrowego
- ceramiczne – zawierają związki uranu lub plutonu, czasem z dodatkami materiałów paliworodnych (np. ThO2); mają temperaturę topnienia wyższą od paliw metalicznych, dobrą odporność na korozję i promieniowanie; do wad należy zaliczyć niską odporność na szok termiczny i słabszą wydajność; stosowane w koszulkach metalowych
  - ceramiczne dyspersyjne – paliwo w postaci matrycy ceramicznej (np. BeO, ZrO2, a reaktorach termicznych grafit i SiC) z dyspersjami materiału rozszczepialnego; stosowane, gdy wymagana jest wysoka odporność na temperaturę i korozję
  - ceramiczne tlenkowe – zawiera tlenki uranu lub plutonu albo ich mieszaniny, albo dyspersje tychże związków w materiałach ceramicznych; jest to szeroko stosowany typ paliwa, również w reaktorach powielających; ma bardzo dobrą wydajność i odporność na temperaturę
  - ceramiczne węglikowe – składa się z węglików pierwiastków rozszczepialnych (np. UC lub PuC) lub ich dyspersji w materiałach ceramicznych; cechuje je wysokie stężenie materiału rozszczepialnego, bardzo dobra przewodność ciepła, odporność na wysoką temperaturę, promieniowanie i korozję
  - ceramiczne z powłoką grafitową – rodzaj paliwa ceramicznego dodatkowo pokrytego gazoszczelną powłoką pirolitycznego grafitu (o grub. 50–100 μm); powłoki mogą być wielowarstwowe, o różnych właściwościach; elementy paliwowe tego rodzaju mają kształt kulisty; stosuje się je w reaktorach gazowych, wysokotemperaturowych, fluidalnych
- cermetowe (cermetaliczne) – składa się z dyspersji ceramicznych związków materiałów rozszczepialnych w metalach; rodzaj szeroko stosowany; najczęściej występują: UO2-U, UO2-Al, UO2-Zr, UC-Zr, UC-stal nierdzewna, PuO2-Th, PuO2-Zr; elementy paliwa cermetowego, zwykle pręty, rury, płyty, mają wysoką dopuszczalną temp. pracy, dobre właściwości cieplne i mechaniczne
  - fibrowe – paliwo cermetowe wytwarzane z włókien i proszków, obrabiane metodami metalurgii proszków. Występuje ono w dwóch kombinacjach: włókna metaliczne z cząstkami ceramicznymi (np. proszek UO2) lub włókna ceramiczne (np. szkło uranowe) z cząstkami metalicznymi (proszki metali). Zaletą takich paliw jest powiększona wytrzymałość i przewodność ciepła
- ciekłe – paliwo podczas normalnej pracy znajduje się w stanie ciekłym; stosuje się je w reaktorach termicznych i prędkich; charakteryzuje się dużą mocą termiczną na jednostkę objętości, wysoką wydajnością, łatwością przygotowania i przeróbki, możliwość chłodzenia poza reaktorem, ciągłego odprowadzania produktów reakcji rozszczepieniowych; cechy te zostały okupione wadami, które spowodowały, że paliwo ciekłe nie przyjęło się na szerszą skalę: powoduje korozję i erozję urządzeń (aktywne chemicznie produkty rozszczepień), wysoka promieniotwórczość, ograniczony zakres temperatur pracy reaktora. Najczęściej stosowanymi cieczami są:
  - wodne (czasem ciężkiej wody) roztwory soli pierwiastków rozszczepialnych, np. UO2SO4-H2O (D2O), UO2(NO3)2-H2O; paliwo takie zachowuje stan ciekły w temp. otoczenia, daje szeroki zakres doboru wymiarów krytycznych reaktora; do wad należą: wydzielanie gazów, radioliza, ograniczona temp. pracy
  - ciekłe stopy uranu lub plutonu, np. U-Bi, Pu-Bi; nie ulega ono uszkodzeniom radiacyjnym, ale ma wysoką temp. topnienia oraz wytwarza gazowy 216Po
  - stopione sole fluorków uranu lub plutonu, np. UF4+ThF4+BeF2 lub UF4+ZrF4+NaF; ma silne właściwości korodujące i wysoką temperaturę topnienia
  - trwałe zawiesiny w wodzie lub ciekłym metalu, np. UO2-H2O (D2O), PuO2-H2O (D2O), UO2+ThO2-Na (NaK), UBi2-Bi; zawiesiny takie są niestabilne w wysokich temperaturach i mają skłonności do tworzenia osadów
- fluidalne – eksperymentalne paliwo wysokotemperaturowe; zawiesina cząstek materiału rozszczepialnego (w postaci ciała stałego, np. tlenki lub węgliki w kulistych otoczkach grafitowych lub metalicznych, służących za moderator) w gazie o właściwościach cieczy (np. CO2, He); ma ono bardzo dobre właściwości cieplne
- gazowe – paliwo, które w normalnych warunkach pracy reaktora ma postać gazową; paliwem gazowym jest UF6 (jedyny znany lotny związek uranu) lub jego mieszaniny. Paliwo gazowe prosto się wytwarza i przerabia, ładuje i wyładowuje; może też być jednocześnie chłodziwem i czynnikiem roboczym; za jego wady odpowiada głównie fluor: aktywność chemiczna, toksyczność, niestabilność chemiczna w warunkach reaktorowych
- metaliczne – materiał rozszczepialny jest metalem, stopem, albo dyspersją metalu w innym metalu; może występować w formie stałej lub ciekłej; zalety: duża przewodność cieplna, odporność na uderzenia cieplne. Wady: niska temperatura topnienia, zmiana właściwości przy przejściu fazowym
- naturalne – najtańsze i najprostsze z paliw jądrowych; stanowi je naturalny uran, czyli zawierający 0,7% rozszczepialnego uranu-235; mimo znacznej masy krytycznej stosuje się je w reaktorach energetycznych chłodzonych gazem i moderowanych wodą ciężką lub grafitem.

## TRISO

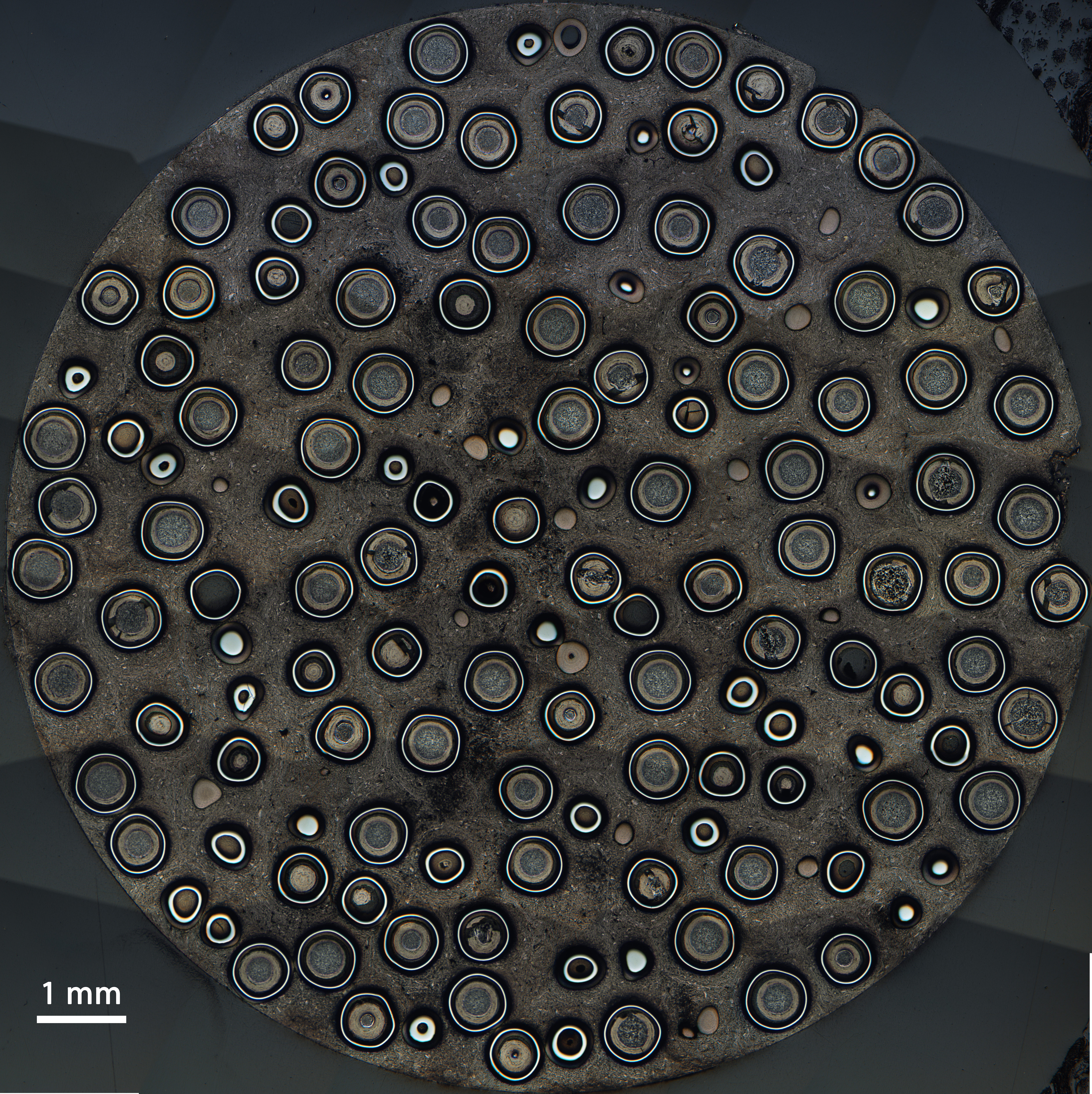
Pastylka paliwa z granulami TRISO.

Paliwo TRISO (tristructural-isotropic, czyli izotropowe trójwarstwowe), to rodzaj paliwa ceramicznego z powłoką. Ma formę granul o średnicy 0,5 - 1 mm. Jądro granuli, o średnicy od 0,035 - 0,5 mm, tworzy materiał rozszczepialny (UC, UCO, UO2, PuO2 lub paliworodny tor). Otoczone jest buforem z porowatego węgla, a następnie trzema warstwami: węgla pirolitycznego, ceramicznego węgliku krzemu i zewnętrznej warstwy węgla pirolitycznego. Warstwa węgliku krzemu nadaje granulom odpowiednią twardość i stanowi jedną z barier ochronnych. 
Dzięki budowie i wykorzystanym materiałów jest odporne na zjawiska zagrażające tradycyjnym prętom paliwowym - rozszerzalność termiczna, ciśnienie gazowych produktów rozszczepienia, temperatury powyżej 1600 °C. W 2013 roku zespół naukowców Idaho National Laboratory i Oak Ridge National Laboratory wytworzyli ziarna paliwa TRISO odporne na temperaturę 1800 °C. Paliwo pozwala także osiągać wysokie stopnie wypalenia, do 19%.
Paliwo TRISO przeznaczone jest do użytku w wysokotemperaturowych reaktorach chłodzonych gazem (HTGR) i VHTR, takich jak reaktory PBR. Granule paliwa są umieszczane w postaci dyspersji w ziarnach lub blokach grafitu.
Paliwo typu TRISO zostało opracowane w 1961 w ramach brytyjskiego projektu Dragon i tam pierwszy raz użyte. Wykorzystane zostało też w reaktorach eksperymentalnych HTR-10 (Chiny) i HTTR (Japonia).